# オペル
 オペル （ドイツ語:Opel Automobile GmbH)は、ドイツの自動車メーカーであり、オランダのステランティス N.V. の子会社である。 会社設立は1862年であり、ヘッセン州ダルムシュタット行政管区グロース＝ゲーラウ郡リュッセルスハイムを本拠としている。
1929年以降はゼネラルモーターズ（GM）の100%子会社となり、イギリスを拠点とするボクスホールとともにGMの欧州ビジネスを担ってきた。2017年にグループPSAが買収。2021年、グループPSAとフィアット・クライスラー・オートモービルズ（FCA）が合併しステランティスが誕生、その傘下となった。

## 概要
1862年、アダム・オペルが創設（1837年-1895年）。オペルはミシン、自転車の製造を経て、創業者没後、5人の息子達によって1899年に自動車製造を開始。ルッツマンやフランスのダラック車をライセンス生産して技術を修得し、1902年に独自開発車を完成した。一方でモーターサイクルも製造したが、後年に事業をNSUに売却している。早くからフルライン化を進め、第一次世界大戦勃発以前の時点で、「ドクトルヴァーゲン」と呼ばれる小型車から、メルセデスに比肩する高級車・高性能レーシングカーを製造する有力メーカーであった。
第一次世界大戦後には、大量生産型の大衆車「ラウフプロッシュ」（通称で『雨蛙』の意。シトロエンから同社の先行モデル「5CV」に設計が酷似していると訴えられた）などの成功で、当時のドイツ国内最大手自動車メーカーの地位を確たるものにした。1920年代後半には、ロケット動力自動車による速度記録達成の試みも行っている。
しかし、不況下でドイツへのアメリカ資本流入が激化すると、1929年には欧州進出攻勢を強めていたGM資本を受け入れ、1931年にはGMの完全子会社となった。以後の中級車以上の製品にはアメリカ的な設計やデザインの要素が色濃くなり、1930年代のドイツにおいては比較的進んだ技術を導入するメーカーになった。第二次世界大戦初期にGMはナチスの圧力で権利を放棄し、軍需向けに中型トラック「ブリッツ」などを製造していたが、1948年にはGMが経営権を回復した。
第二次大戦後も、トラックと小型・中級乗用車の生産でドイツ市場での一定地位を保ち続けていたが、フォルクスワーゲン・タイプ1（通称ビートル）に競合する小型大衆車を永らく出現させていなかった。しかし1962年、新設のボーフム工場生産で新型「カデット（『士官候補生』。戦前にあった名称の復活）」を登場させ、ビートルとの販売競争を展開した。このカデットは、FRの極常識的な設計ながら、手頃な価格や広い室内とトランク、信頼性の高さで人気を得た。以後、オペルは小型車カデットから中型車「レコルト」とその上級仕様「コモドーレ」、大型高級車「アドミラル」／「ディプロマート」までを擁するフルラインメーカーとなった。
1970年代、親会社GMは『一つのプラットフォームから、世界中で販売出来る車種を設計する』「グローバルカー（世界戦略車）構想」を展開、“Tカー”として構想された第3世代のカデット（通称:カデットC）にはいすゞ・ジェミニや「シボレー・シェベット（アメリカとブラジルでは仕様が異なる）」などの派生車種が登場した。
1980年代、日本のメディアに「日本車の刺客」と騒がれたアメリカ製小型車シボレー・キャバリエ等のベース 車となったのが、1983年に「グローバルカー構想」の第2弾“Jカー”として登場したアスコナの第3世代（アスコナC）であり、この日本版はいすゞ・アスカである。イギリスでは、オペル車の一部が、同じくGMの完全子会社であるボクスホールのブランド名で販売されている。
2009年に親会社であるGMは経営破綻し、同年6月1日に連邦倒産法第11章の適用を申請した。これに先立ってオペルの売却が検討されており、フィアットなどいくつかの候補が挙がった後、同年5月30日にはカナダの自動車部品会社の大手マグナ・インターナショナルやロシア貯蓄銀行（ズベルバンク）などが参加する企業連合へ過半数株（発行済み株式の55%）が同年中に売却されることが決定した。しかし、ロシアへの技術流出（特に軍需産業への転用）を憂慮したGMは同年11月に売却の決定を撤回し、自力再建を目指すことを発表した。これに対し、ロシアのウラジーミル・プーチン首相は「相手を馬鹿にした態度」「こうしたやり方をあらかじめ考慮しなければならない。これは教訓だ」とGMを痛烈に批判した。
2012年にグループPSAと資本提携及び業務提携を結び、小〜中型車のプラットフォームを共有することが決まった。2013年末に資本提携は解消されたものの、プラットフォーム共有は続行され、2017年5月に第一弾としてクロスオーバーSUVのクロスランドの生産が開始された。
これに前後して2017年3月6日、グループPSAがGMから同社姉妹ブランドのボクスホールや欧州展開の金融事業を含め、計22億ユーロ（約2,600億円）で買収すると発表した。同年8月1日、買収を完了した。買収後、新事業計画「PACE!」を策定し、電動化とグローバルでの拡販の推進でブランドの復活をアピールする。
2021年1月、グループPSAはフィアット・クライスラー・オートモービルズ（FCA）と合併、「ステランティス」が誕生。オペルおよびボクスホールもその傘下となった。

## ロゴマーク
オペルの最初のロゴは、創業者アダム・オペルのイニシャルである「A」と「O」で構成されたもので、1862年に考案された。1888年からは創業の地であるリュッセルスハイム（RÜSSELSHEIM）の文字が入るようになり、1904年まで断続的に入れられている。1910年にはヘッセン大公エルンスト・ルートヴィヒが描いたスケッチを元にした、月桂樹で縁取られた目の形を模したデザイン（通称「オペル・アイ」）が採用され、1935年まで使用された。また、1930年代からはツェッペリン飛行船を丸で囲んだデザインが採用され、1950年代からは背びれが追加されるなどの変更を加えられながら1963年まで使用された。1963年以降は会社の「結束や強さ、先進性」を表す稲妻を模した「ブリッツ」（「稲妻」「雷光」の意）マークが生み出され、現在に至っている。なお、ブリッツマーク以前にも稲妻は1930年代から散発的にロゴのモチーフとして使用されている。

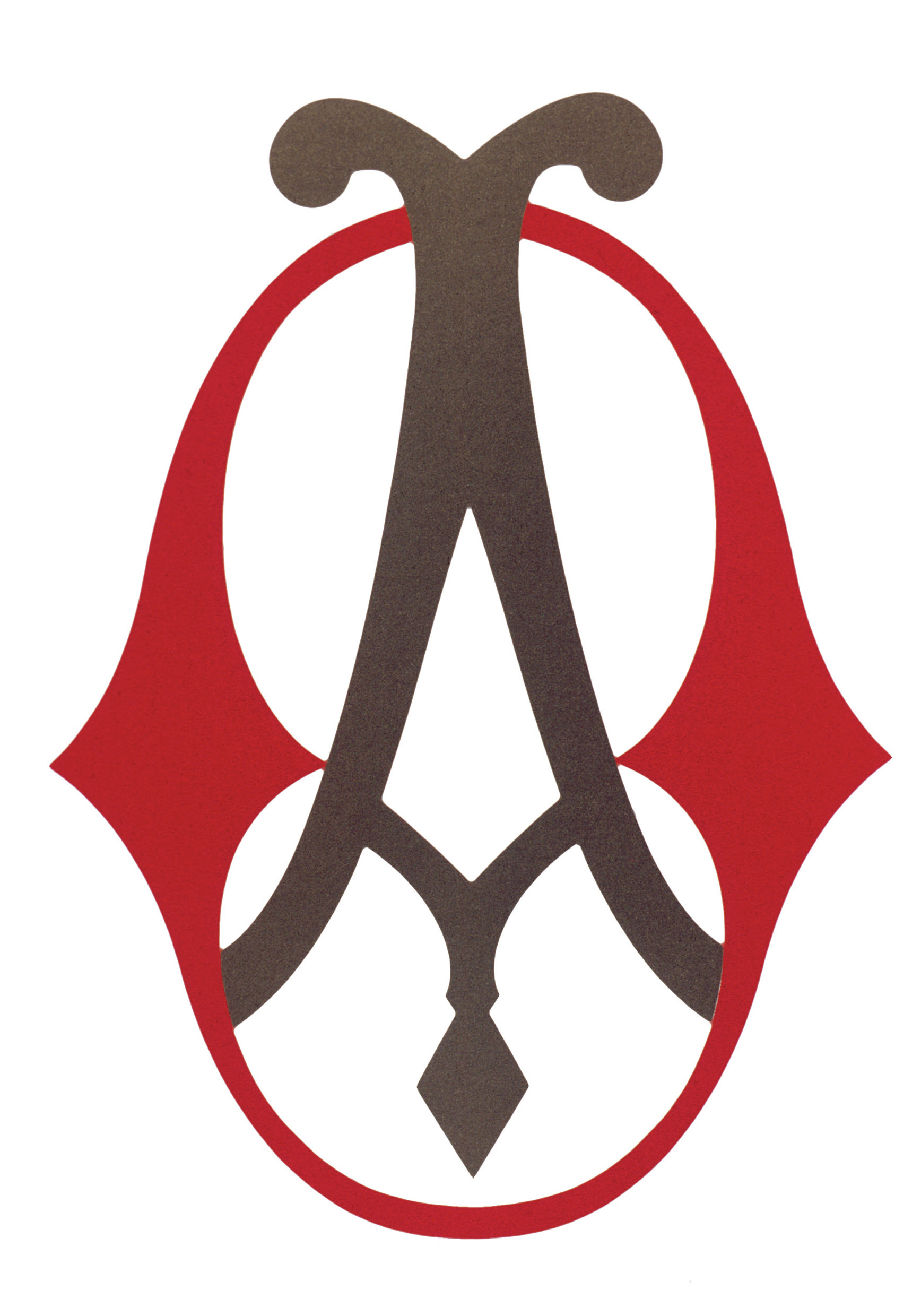
1862年
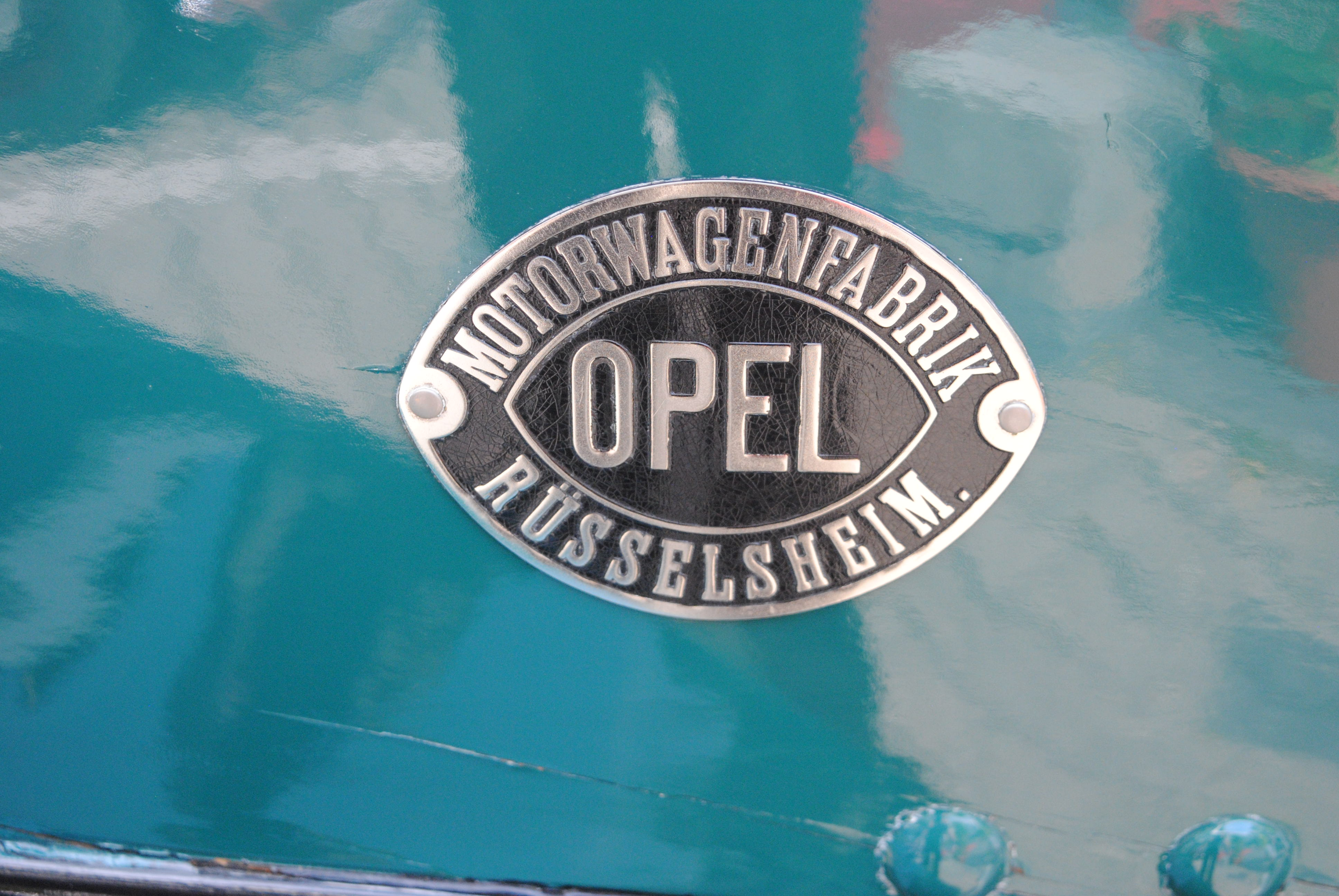
1902年頃
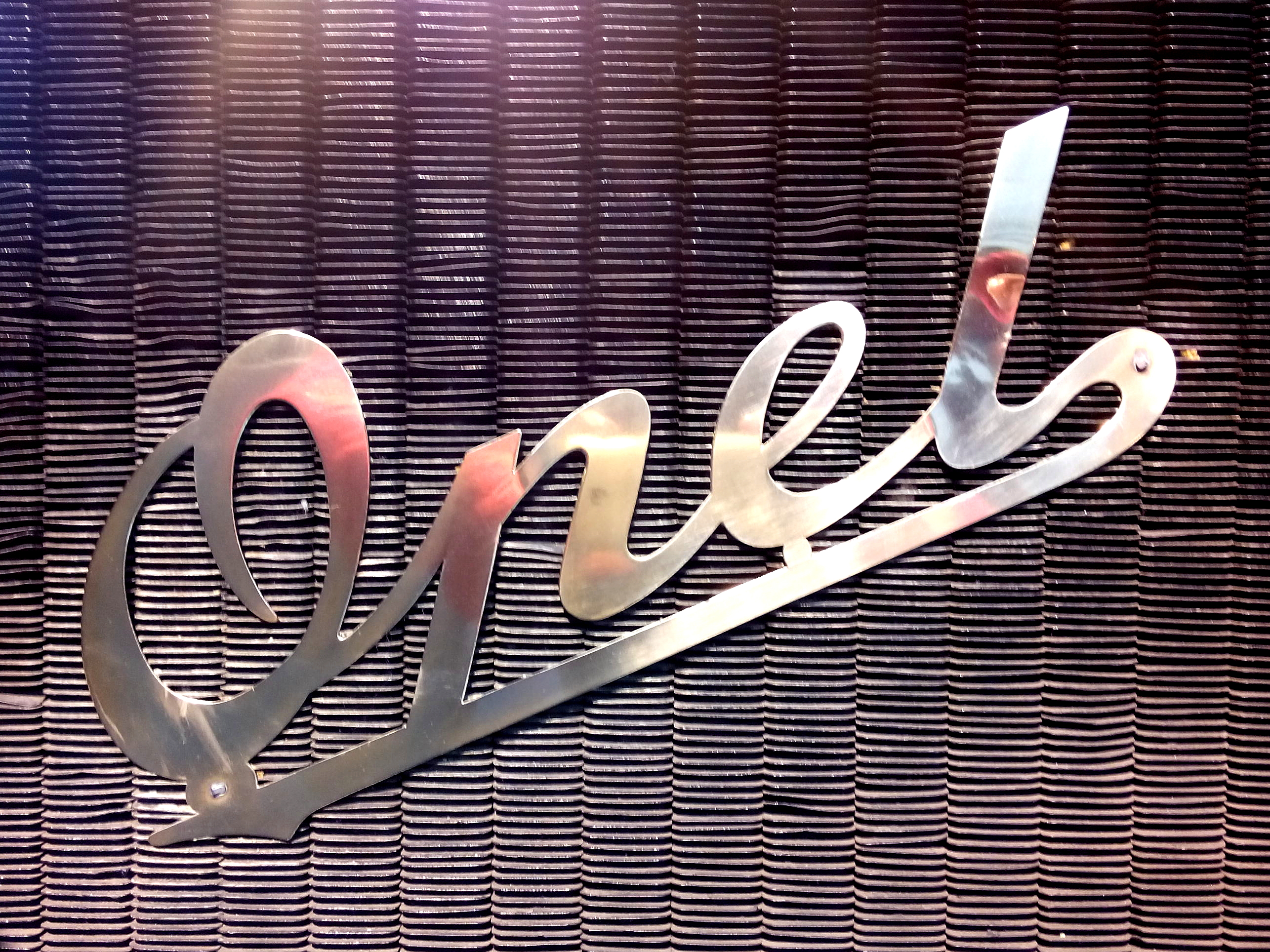
1909年頃
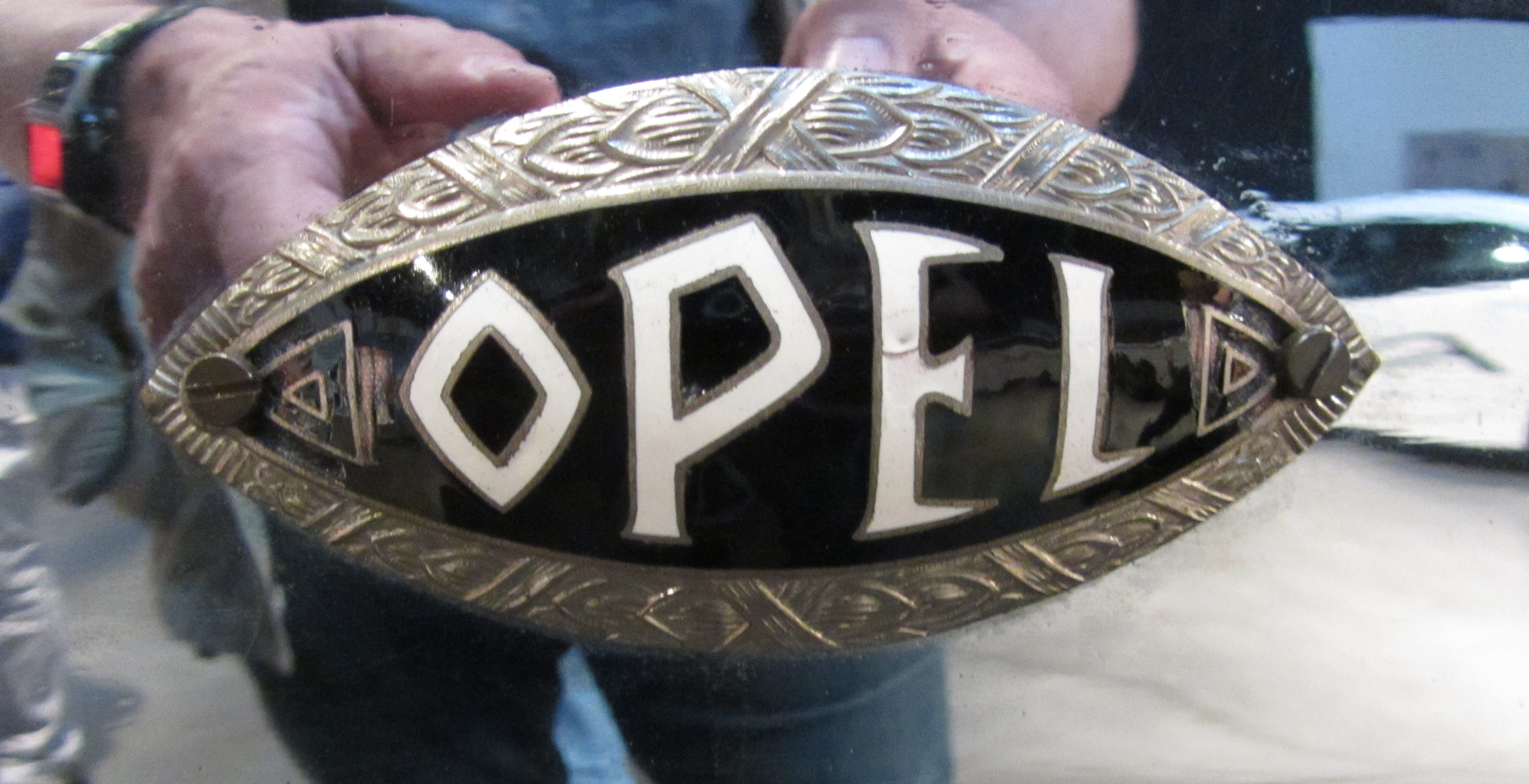
1910年頃。"オペル・アイ"と呼ばれるデザイン。
1928年
1937年
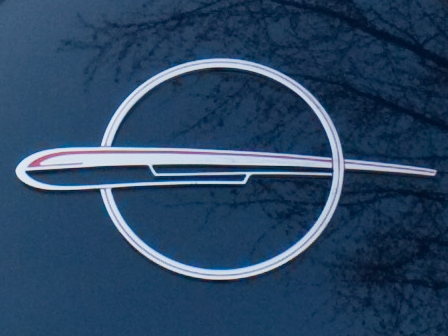
1938年頃のツェッペリンロゴ。
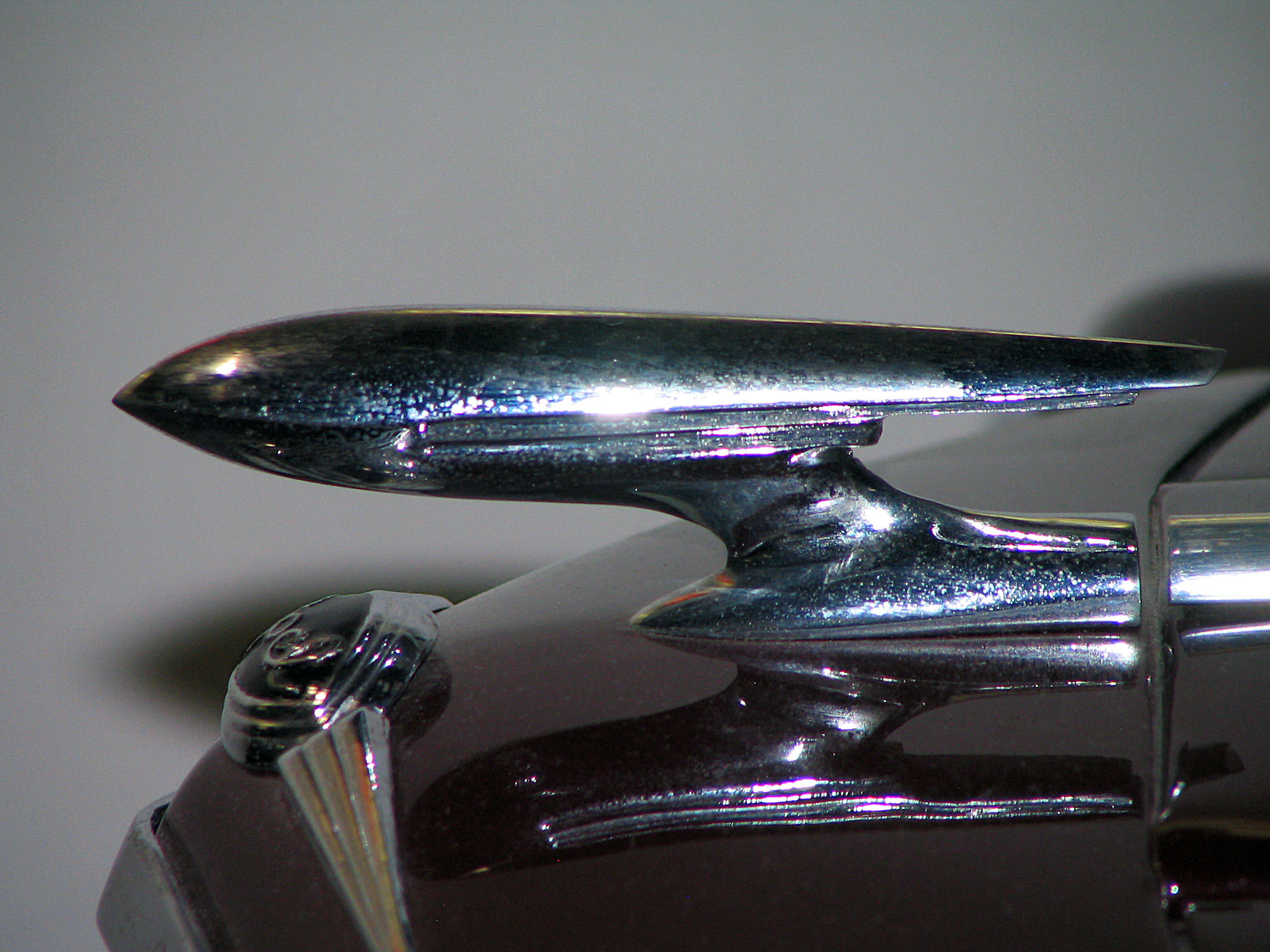
オリンピアのフードに付けられたツェッペリンのオーナメント。
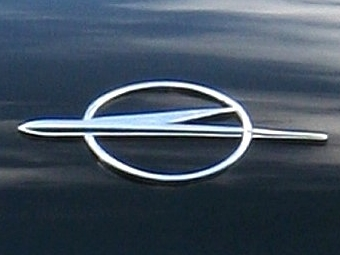
カピテーンに付けられたツェッペリンのエンブレム。
1950年
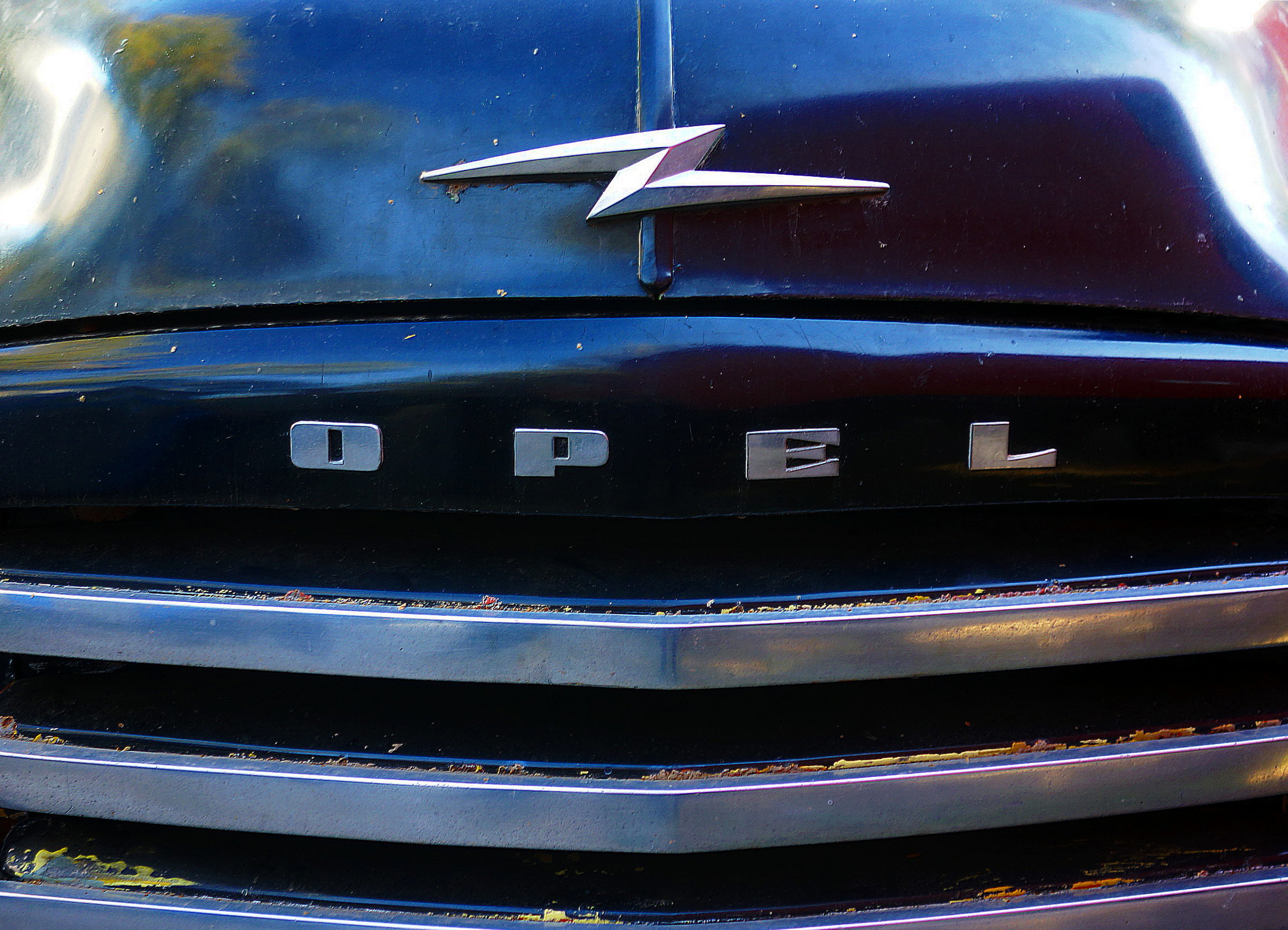
1952年頃
1970年
1987年
2009年-2016年
2017年
2021年

## 海外展開
経営破綻前のGMはオペルを欧州地区限定ブランドに位置づけており、2010年時点で欧州以外でのオペルブランド車の販売は中東諸国、南アフリカ共和国、アジアの一部（中国、台湾、香港、マカオ、シンガポール）のみとなっていた。
オペルの一部車種はオセアニアではホールデン、アジアやラテンアメリカなどではシボレーにリバッジされて販売されてきたが、これらは2000年代に順次GM大宇車ベースへ代替が進められていった。
その一方で、2000年代にはサターンとの車種統合が進められた。サターンはベルギー・アントウェルペン工場からアストラを輸入して北アメリカ地域で販売を行い、逆にオペルはアメリカ合衆国・デラウェア工場からサターン・スカイを欧州に輸出してオペル・GTとして販売した。また、アンタラとサターン・ヴューは兄弟車となった。しかし、経営破たん寸前だったGMはつなぎ融資獲得のため2008年12月に経営再建計画を発表し、サターンはリストラ対象とされた。これと前後して今度はビュイックブランドへのリバッジが進められ、インシグニアが中国市場に（後に北アメリカ市場にも）ビュイック・リーガルとして、またアストラが中国市場にビュイック・エクセルXTとして、それぞれ導入された。
2010年8月、オペルが中国やオーストラリアなど、欧州以外の地域へのブランド展開を検討していることが報じられた。翌9月にはチリへの輸出が2011年から開始されることが正式に発表された。続いてイスラエルにも2011年春に進出を果たした。
一方、オーストラリア市場には2012年8月に進出したものの、価格競争への追随やブランド認知度の向上のための投資が要求されるなど採算が取れないことから、わずか1年で撤退が決定した。
グループPSAが買収した後、新事業計画「PACE!」が策定され、2020年までに欧州以外の市場で10％以上の売り上げを達成するとともに、2022年までに20か国以上へ進出する目標を掲げた。この海外進出には、2006年に撤退した日本も含まれている。

### 日本での販売
第二次世界大戦前の時期においては1927年に大阪市大正区に工場とともに設立された「日本ゼネラル・モータース」が販売を行なった。しかし同大戦の勃発に伴い1941年に閉鎖となった。戦後は1950年代から東邦モーターズが日本総代理店となり、輸入、販売が行われた。1960年代には日本車に対する商品力が低下、さらに排気ガス規制への不適合から1976年末をもって輸入が中断された。
その後も東邦モーターズは輸入権を保持しており、1983年にマンタの輸入販売を再開した。続いてアスコナ、レコルト、セネター、カデット、コルサ（コルサのみ商標権の都合で日本名が異なる）などを導入したが、いずれも少数限定枠を利用しての輸入であり、この時期同社が輸入販売した車種に運輸省の型式認証を得ていたものはなかった。1989年からは当時GMグループであったいすゞ自動車も輸入販売を開始したが、取り扱い車種はベクトラ、オメガ、セネターに限られていた。
1993年に輸入権はヤナセに移行し、東邦モーターズといすゞによる輸入販売は終了した。ヤナセは1992年末をもってフォルクスワーゲン、アウディの輸入、販売から撤退しており、それに代えてオペルの販売を行う格好であった。販売はベクトラ、オメガ、アストラから開始され、1994年にはカリブラが発売された。1995年には、コンパクトカー「ヴィータ（現地名 コルサ）」が発売され、エアバッグやABSなどを装備しながらも、輸入車としては低価格の150万円台から販売されて人気を得た。また同年には自動車メーカーとして初めて日本語の公式ウェブサイトを開設した。1996年にはオペル車の年間登録台数は3万8,339台に達していたが、日本車などと比べて燃費が悪い上に、故障が多く修理費用も割高であること、それによる中古車市場での人気低迷とリセールバリューの低さがユーザーに敬遠されるなどして販売台数は急減、1999年には登録台数2万台未満となった。
2000年に輸入権は「日本ゼネラルモーターズ」に移管された。2001年、GMは日本での直営ディーラー網「GMオートワールド」を設立、オペルの販売を巡ってヤナセとの間に確執が生じた。GMは、タイで現地生産されているザフィーラを当時の富士重工業（現在のSUBARU）に供給。タイ製ザフィーラは「スバル・トラヴィック」の名称で、ヤナセで販売されるザフィーラより低価格で販売された。ヤナセはオペルから他社ブランドに販売の力を移し、オペル取扱店を削減した。一方の日本GMは販売網の確立に失敗し、結果的にオペルの販売台数は激減した。日本GMは低価格モデルである「ヴィータ（現地名 コルサ）」の輸入を打ち切りそれまでの低価格路線を変更して値上げしたが、折からの輸入車ブームにより目が肥えた日本のユーザーから「（メルセデス・ベンツやBMWなど）他のドイツ車と比較して地味であり、信頼性や高級感も劣りプレミアム性にも欠けるブランド」と認知されてしまったことなどから、オペルの日本での販売は激減した。
ブランド価値が崩壊し、もはや日本でのオペル車販売を維持することが難しくなり、加えて親会社であるGMの経営悪化も深刻化したことから、GMアジア・パシフィック・ジャパン（GMAPJ）は2006年5月8日に、在庫限りでオペル車すべての新車販売を終了すると発表した。アフターサービスはヤナセが担当する。GMAPJは「オペルはGMの欧州地区限定ブランドとして生き残っていく」と発表した。
GMによる撤退から13年後の2019年12月、グループPSAは日本市場でのオペルブランド再展開を2021年夏をめどに開始すると発表した。日本でのビジネスはGroupe PSA Japanが統括し、同社が統括しているプジョー・シトロエンの各販売会社も活用しながら、全国の主要都市から専売ディーラー網をスタートさせて2023年までに全国展開していく計画としていた。
しかし2021年、コロナ禍と自動車用半導体不足を理由に日本での再展開開始は2022年上半期予定に延期となった。その後2022年3月1日、Groupe PSA JapanとFCAジャパンが合併してStellantisジャパンとしてスタートしたが、未だに世界情勢の不安定さが変化していないことから、日本での再展開を当面の間凍結することとした。
2024年7月現在、オペルジャパンのHPがドメイン失効に伴い閲覧できなくなった。そのほか、ステランティスジャパンのHPにおいてもオペルのページは削除されている。

#### 登録台数
1983年から2007年の日本におけるオペル新車登録台数の推移は以下の通りである。
- 1983年 - 24台
- 1984年 - 70台
- 1985年 - 111台
- 1986年 - 157台
- 1987年 - 292台
- 1988年 - 449台
- 1989年 - 2,643台
- 1990年 - 4,021台
- 1991年 - 2,725台
- 1992年 - 1,371台
- 1993年 - 17,042台
- 1994年 - 19,145台
- 1995年 - 32,493台
- 1996年 - 38,339台
- 1997年 - 34,397台
- 1998年 - 24,223台
- 1999年 - 19,433台
- 2000年 - 15,318台
- 2001年 - 12,626台
- 2002年 - 7,846台
- 2003年 - 3,890台
- 2004年 - 1,694台
- 2005年 - 1,800台
- 2006年 - 803台
- 2007年 - 14台

## 車種一覧

### 現行
※は過去、日本に導入されたことのある車種

#### 日本導入予定
- コルサ[19]
- モッカ[20]
- グランドランド[21]

#### 乗用車
生産・販売終了分含む
- アストラ
  - アストラ（5ドア） ※
  - アストラスポーツツアラー（ワゴン）

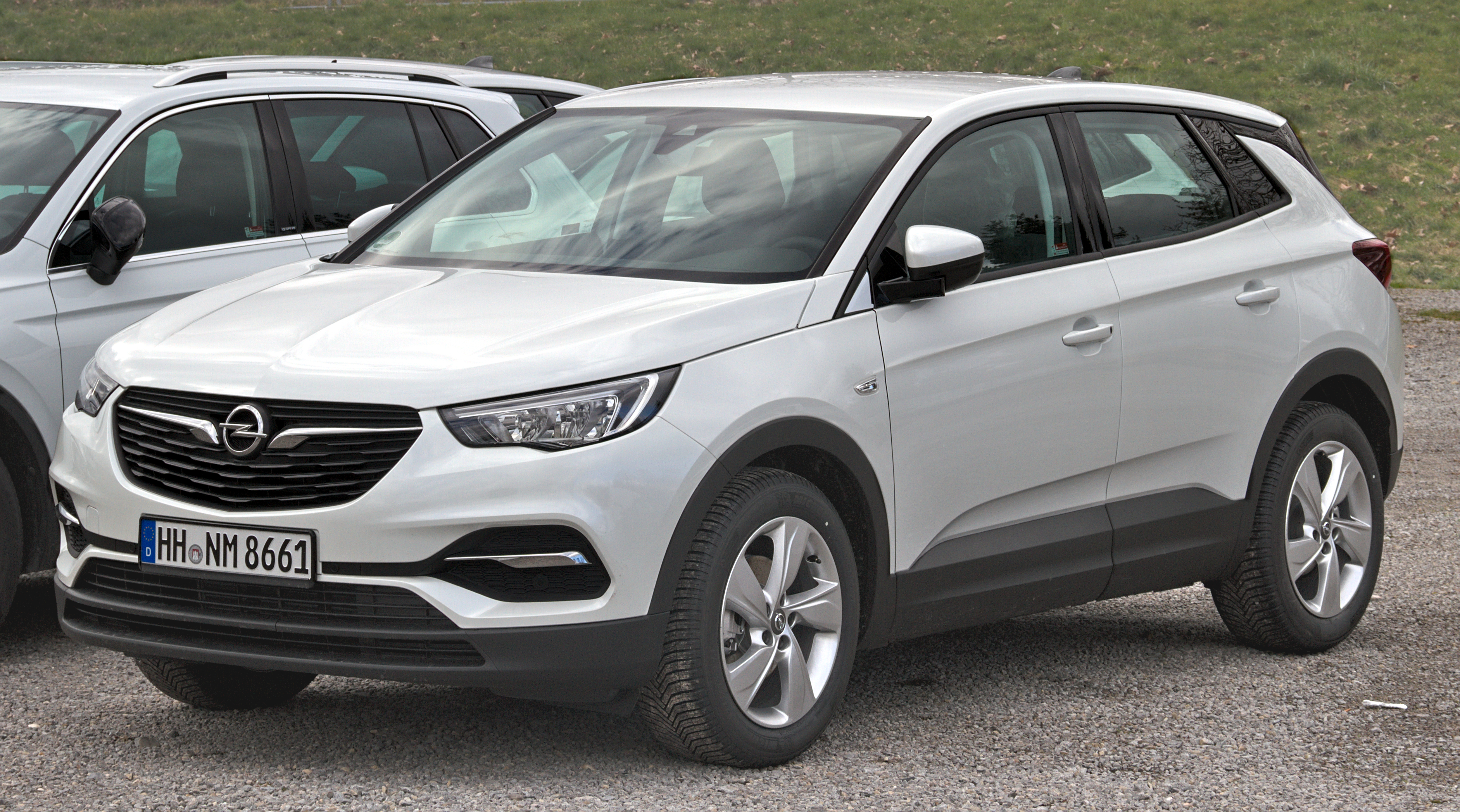
グランドランドX

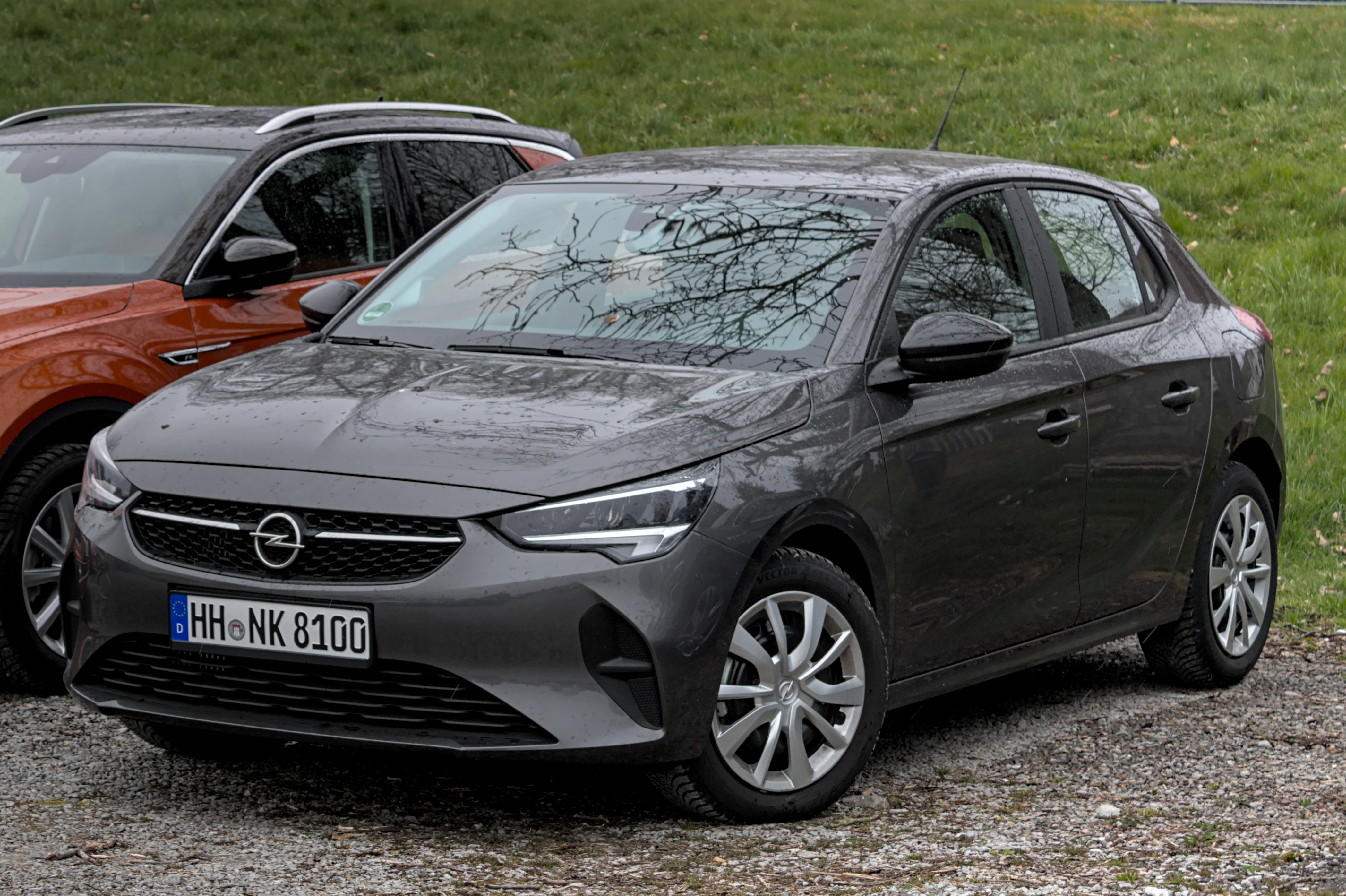
コルサ

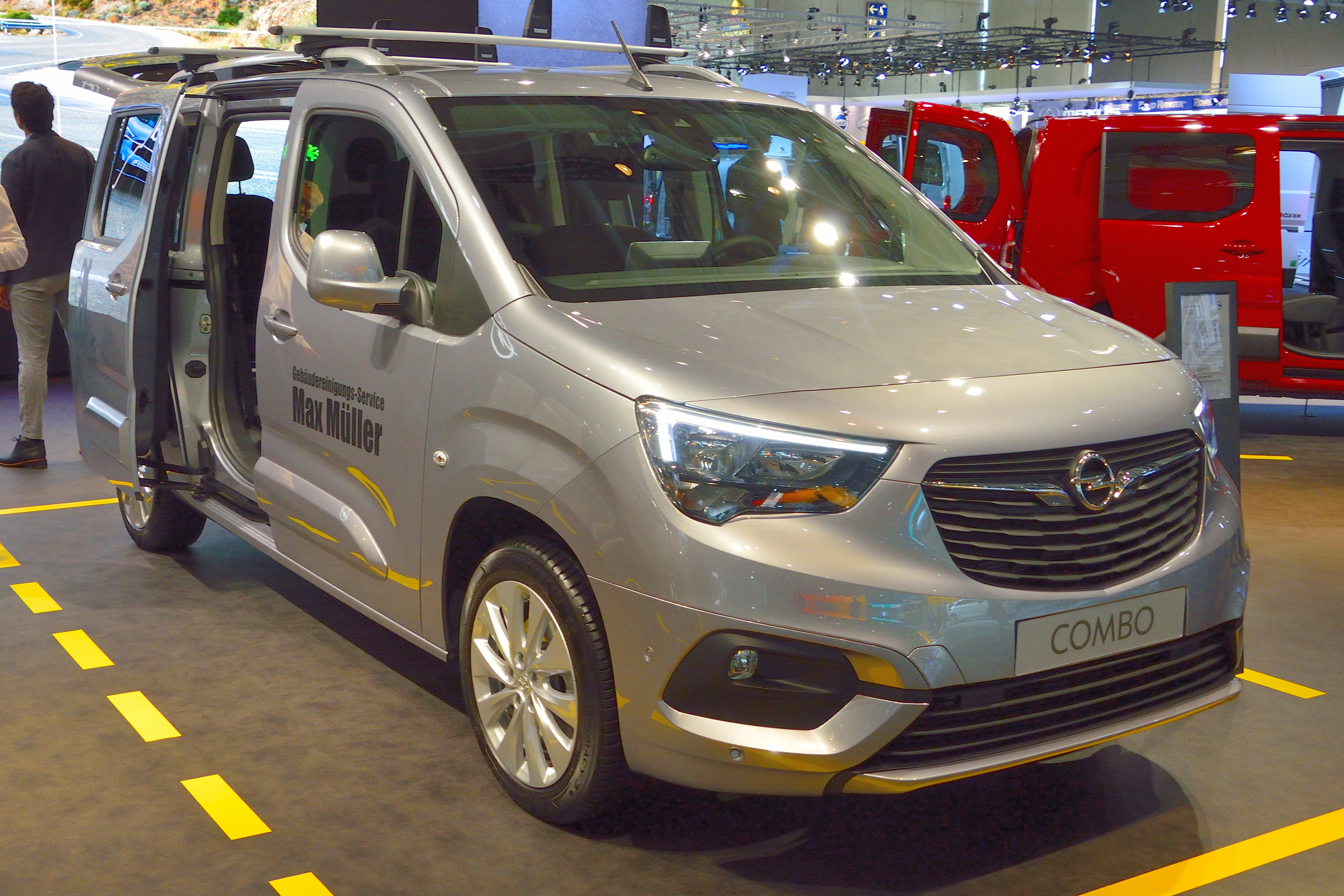
コンボ ライフ

- インシグニア（ベクトラ後継。初代のみ4ドアセダン/5ドアハッチバックが存在していた）
  - インシグニアグランスポーツ（2代目より登場した初代インシグニアの4ドアセダン/5ドアハッチバックを統合した5ドアクーペモデル）
  - インシグニアスポーツツアラー（インシグニアのワゴン版）
- フロンテラ
- グランドランド（2021年にグランドランドXから改名）
- クロスランド（2020年にクロスランドXから改名）
- コルサ（2、3代目は日本でも「ヴィータ」の名前で導入された。） ※
- コンボ ライフ（シトロエン・ベルランゴ/プジョー・リフターのOEM）
- ザフィーラ ライフ（シトロエン・スペースツアラー/プジョー・トラベラーのOEM）
- モッカ
- オペル・ロックス-e（シトロエン・アミのOEM）

#### 商用車
- コンボ（シトロエン・ベルランゴ/プジョー・パートナーのOEM）
- ヴィヴァーロ（シトロエン・ジャンピー/プジョー・エキスパートのOEM）
- モヴァノ（フィアット・デュカトのOEM）

### 過去
第二次世界大戦後に発表された車種を列記する。
※は日本に導入されたことのある車種
1950年代

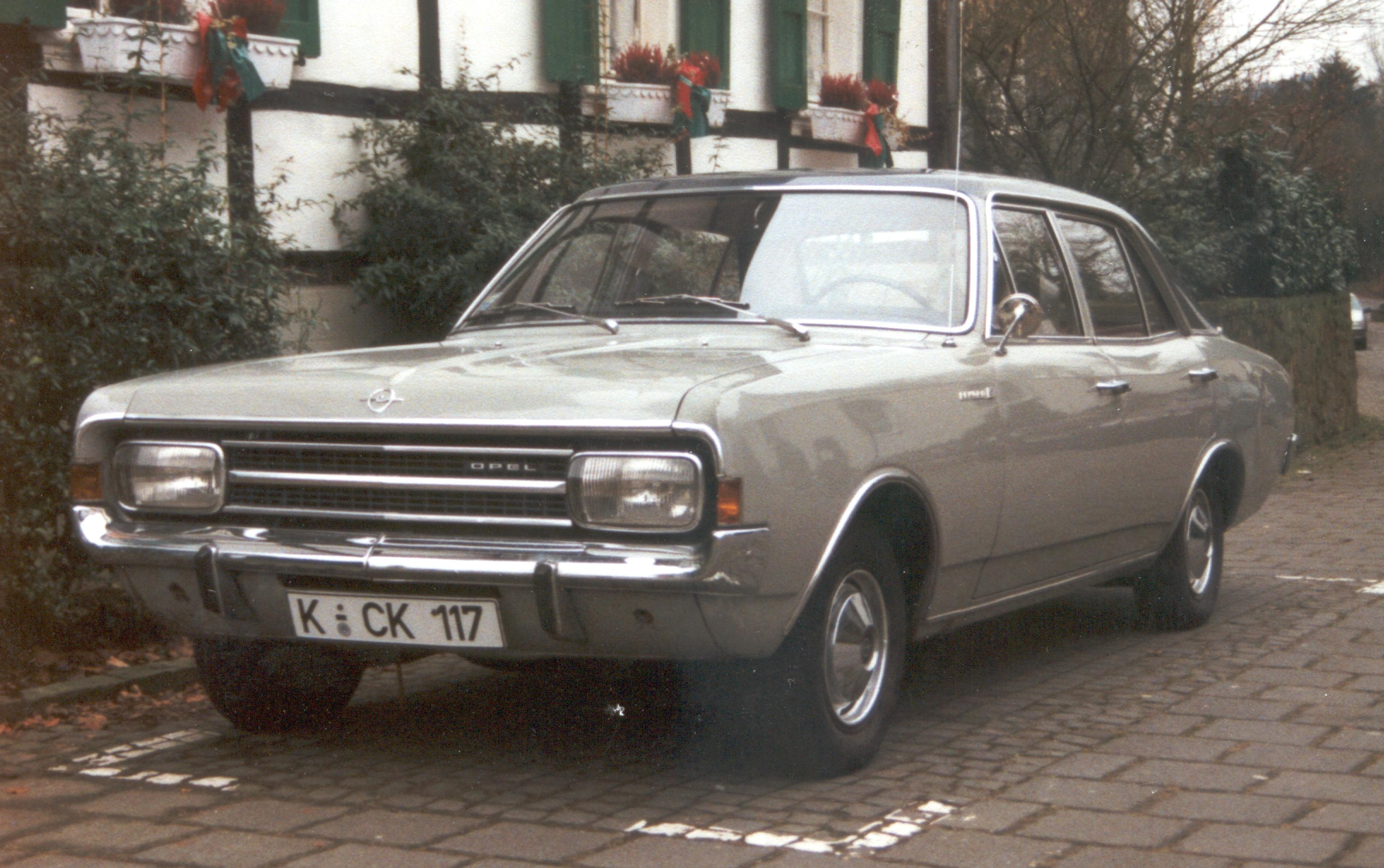
レコルトC 1966

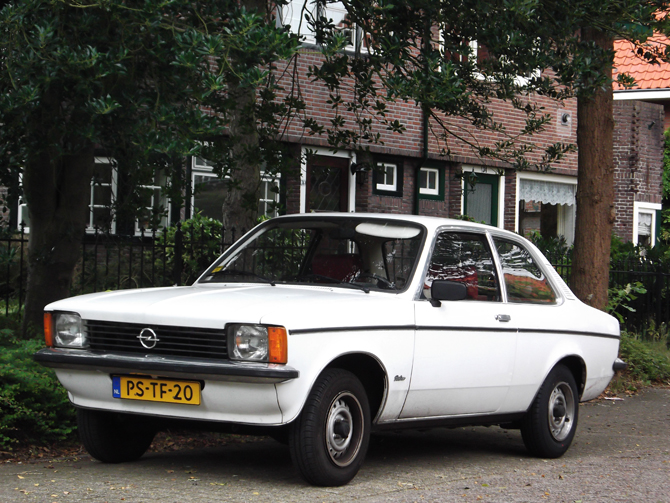
カデット

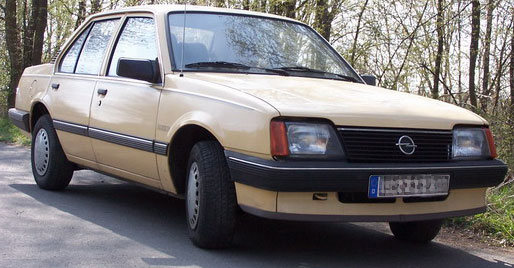
アスコナ

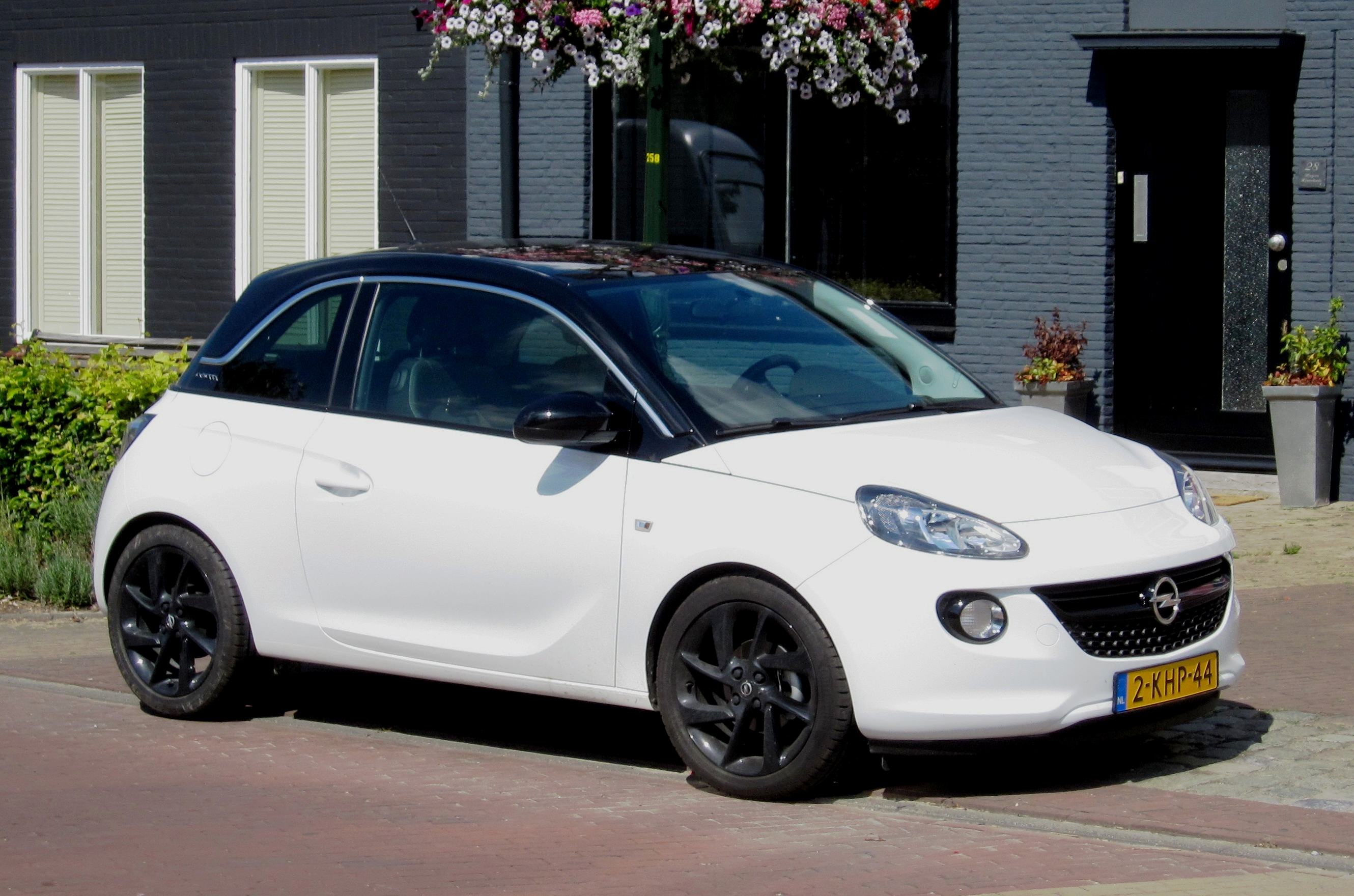
アダム

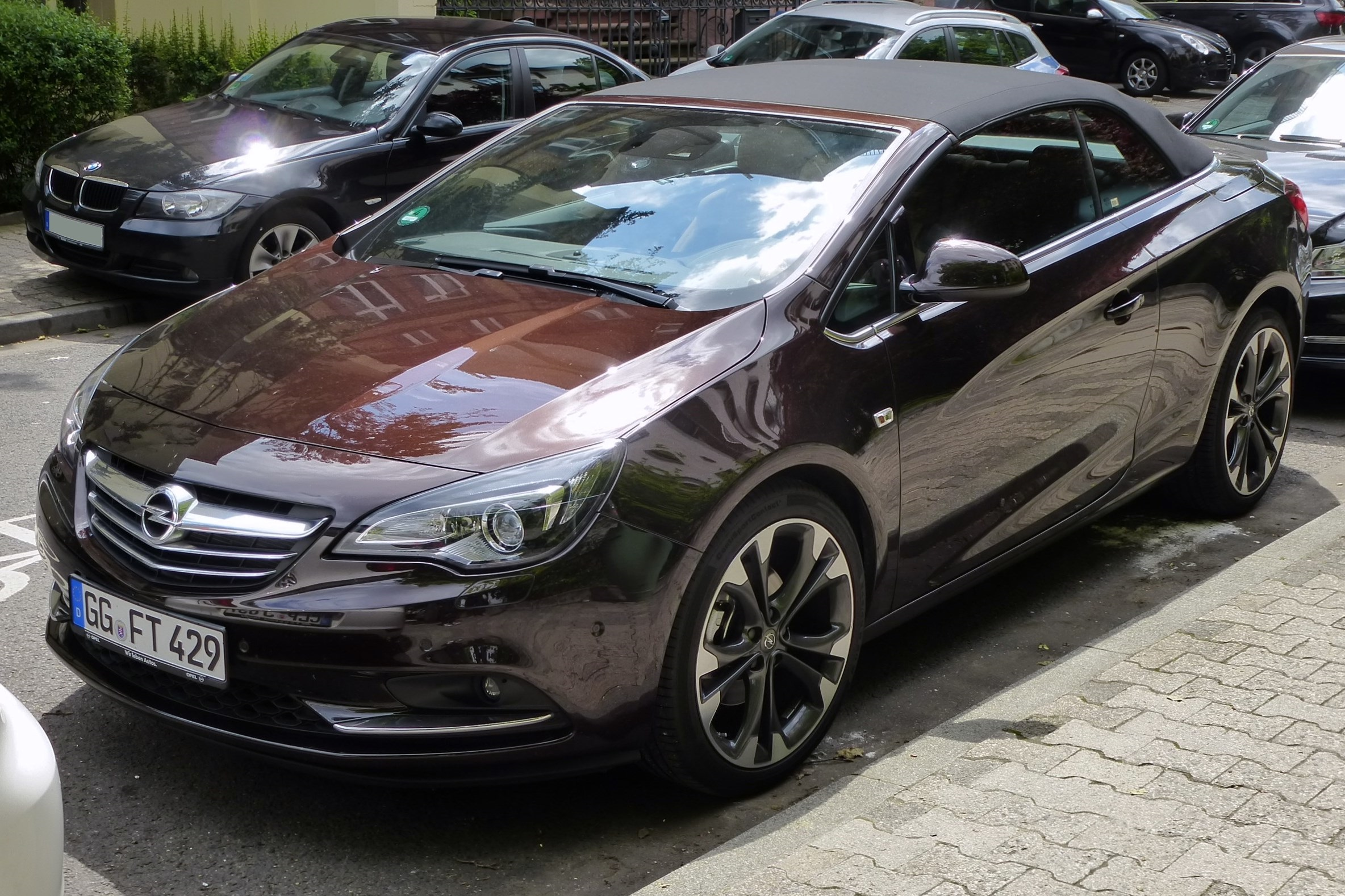
カスケーダ

- オリンピアレコルト/1200 当時の代表的小型車。1200はカデット復活までの大衆車市場対策モデルだった。また、史上初めてステーションワゴンがセダンのほかに用意された。日本にも多数が輸入され、信頼性や耐久性が高く、2ドアながらタクシー業界で人気を得た。 ※

1960年代
- カデット 1962年戦後型発表の主力車種。ゼネラルモーターズ (GM) の「グローバルカー（世界戦略車）構想」に基づき、この車をベースにした姉妹車が世界各地で生産され、1974年にはいすゞ・ジェミニが開発された。1984年FF化し、1991年アストラに代替される。 ※
- レコルト 当時の代表的中級車種。レコルトCは、日本のテレビドラマ「ザ・ガードマン」のガードマンたちのパトロールカーとして登場している。1986年オメガに代替される。 ※
- コモドーレ レコルトの上級高性能仕様。レコルトと共にオメガに代替。 ※
- カピテーン 1960年代までのオペルの代表車種。1969年に上級車アドミラル等と共に更新されたが、その後生産終了。 ※
- アドミラル/ディプロマート 1960年代後半、本国GMの中型プラットフォームを利用して登場した最上級モデル。ディプロマートには5.4リッターV8も搭載された。 ※
- オリンピア 1967年発表の豪華版カデット。1970年アスコナに代替される。 ※
- GT(1100/1900) 当時の「オペル＝保守的」イメージを打破したスポーティモデル。対米輸出もされた。 ※

1970年代
- アスコナ 1970年発表。レコルトに代わって中級レンジのオペル代表となった。1988年ベクトラに代替される。 ※
- マンタ アスコナとプラットフォームを共用した2ドアクーペ。1975年発表の2代目はアスコナと同じくWRC用のホモロゲーション（認定）モデルも製造された。 ※
- セネター 1977年発表。ディプロマート等に代わる最上級車種。1986年、オメガと共に新世代に更新されたが、1994年生産終了。 ※
- モンツァ 1978年発表。セネターのクーペ版。1987年生産終了。

1980年代
- オメガ 1986年発表の新世代上級モデル。1994年の2代目モデルは北米向けにはキャデラック・カテラとして輸出された。 ※
- カリブラ DTMでも活躍した空力的デザインの4座席クーペ。  ※
- ベクトラ Dセグメントのサルーンと5ドアハッチバック、ステーションワゴン（2代目より） ※

1990年代
- シントラ GMの世界戦略ミニバンだったが、品質面で失敗した。日本にはヤナセがサンプルとして数台輸入したが、結局導入されなかった。
- フロンテラ いすゞ・ミューおよびウィザードのOEM車種。後に生産設備をボクスホールの工場に移転して2004年まで生産を続けた。2024年からシトロエン・C3エアクロスをベースのSUVの車名に採用されて3代目として20年振りに復活した。
- ザフィーラ [注 5] ※
- モントレー いすゞ・ビッグホーンのOEM車種。
- ティグラ コルサがベースの2ドアクーペ ※

2000年代
- スピードスター 2001年から2005年まで販売したロードスター。日本には80台限定で輸入された。 ※
- シグナム ベクトラがベースの上級5ドアハッチバック ※
- オペル・GTC 2ドア2+2クーペ（コンセプトカー）

2010年代
- メリーバ ※
- アギーラ（初代：ワゴンR+/2代目：スプラッシュのOEM）
- アダム
- アンタラ
- アンペラ（「シボレー・ボルト (ハイブリッドカー) 」のオペル版）
- カスケーダ（アストラをベースとした2ドアカブリオレ。アストラツイントップの後継車種）
- アンペラ-e（「シボレー・ボルトEV」のオペル版）

## モータースポーツ

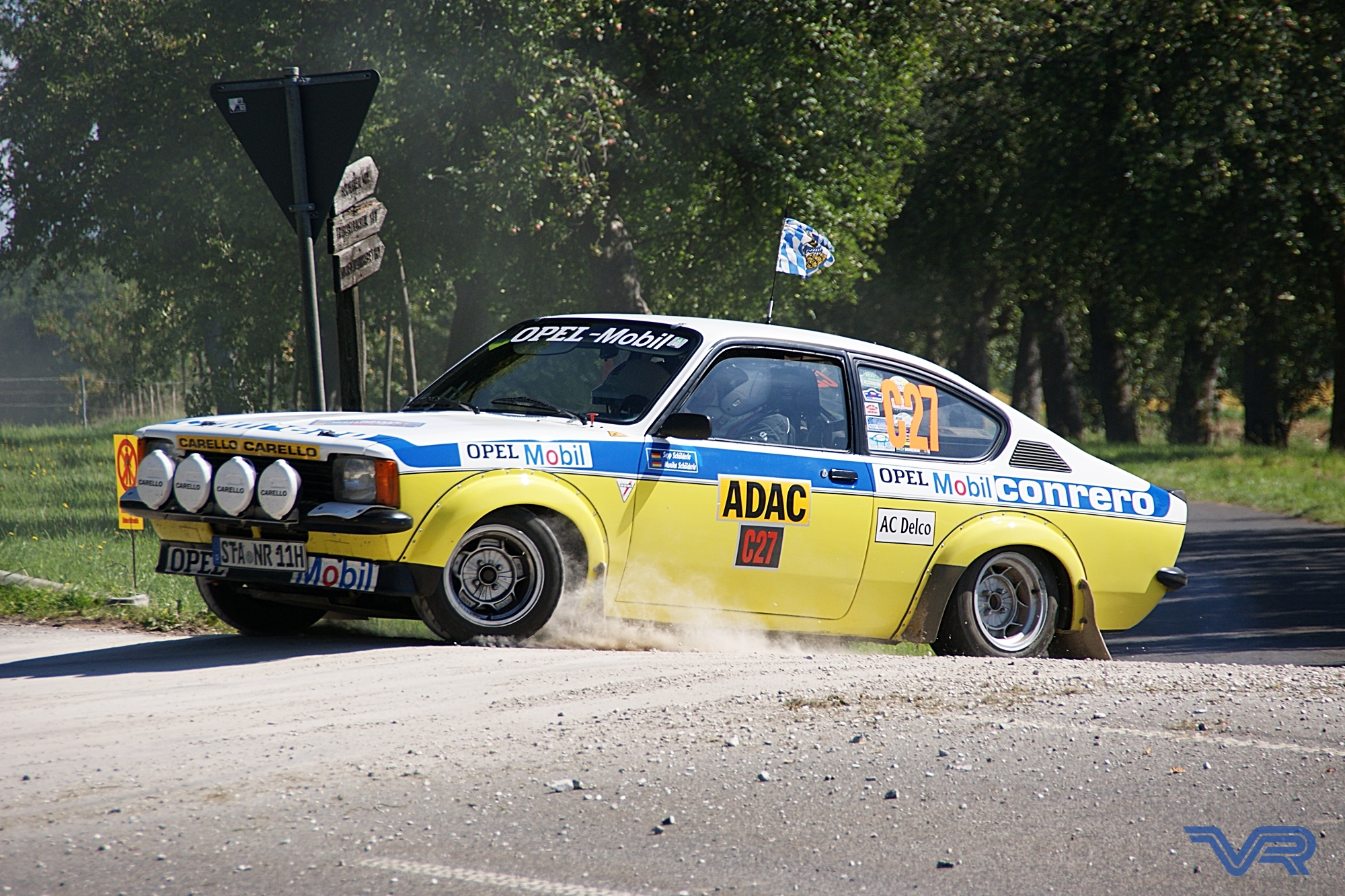
カデットのラリーカー

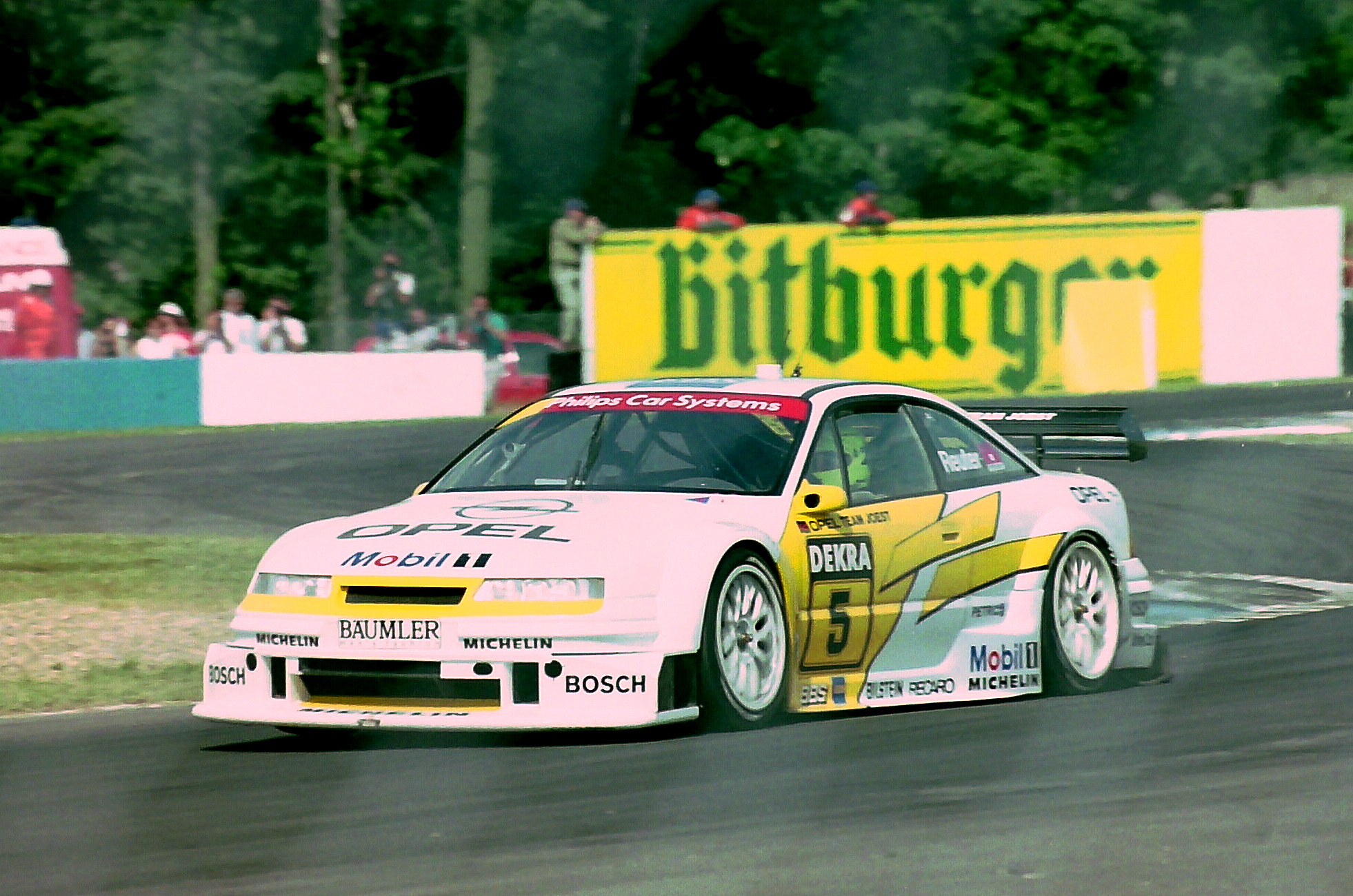
DTMのカリブラV6 4×4

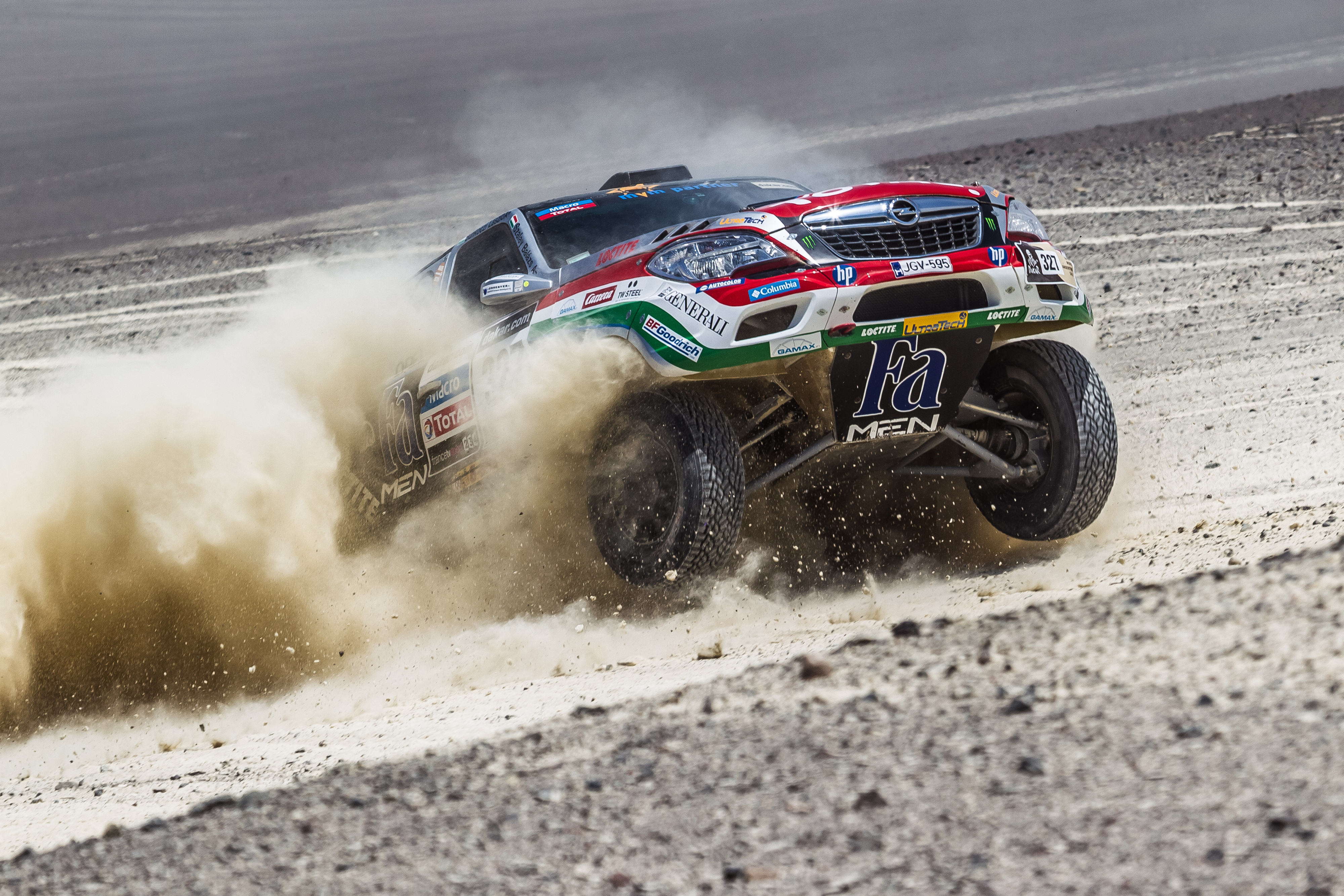
ダカール・ラリーのモッカ

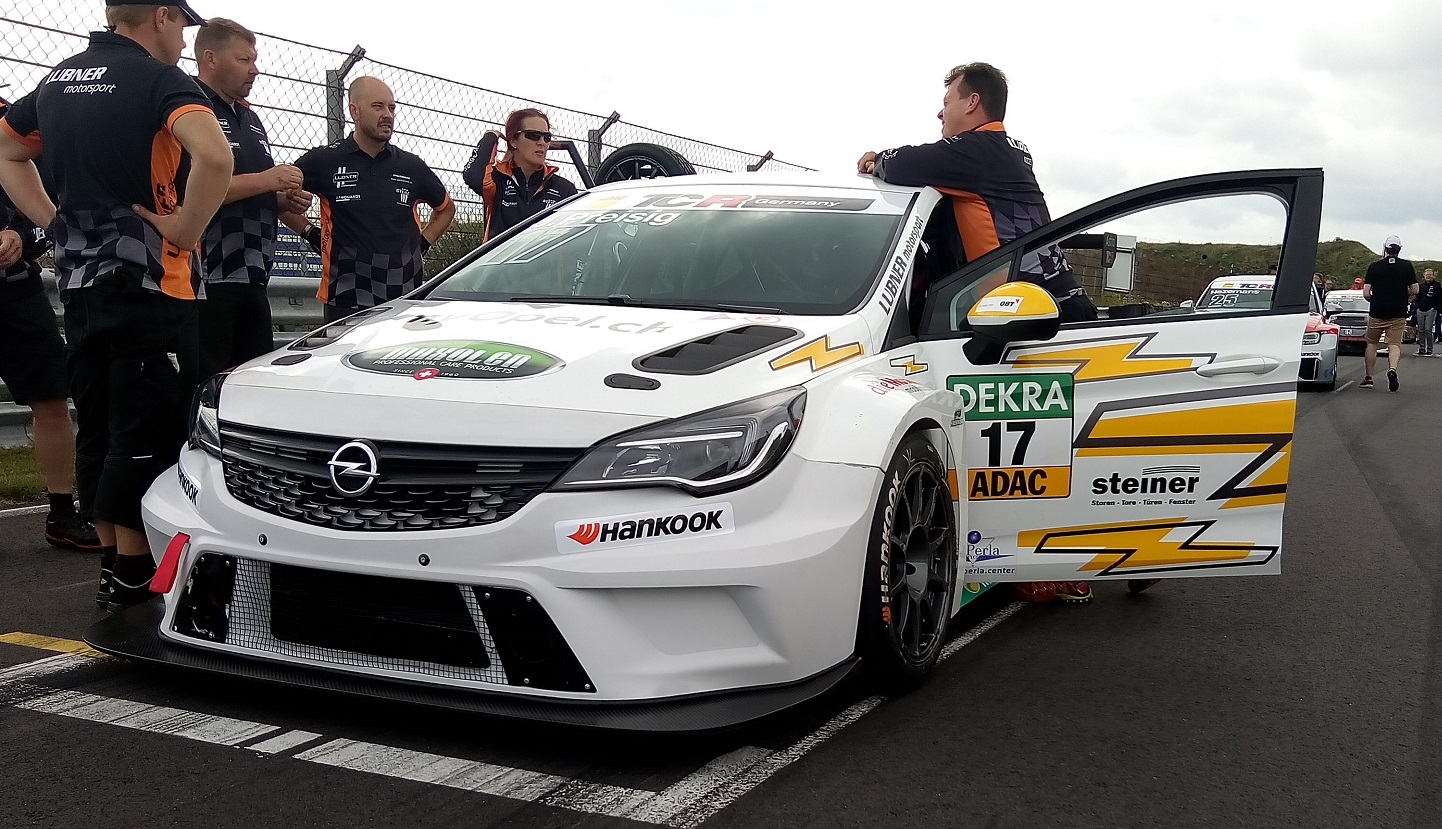
TCRのアストラ

自動車事業参入の2年後、1901年に創始者アダム・オペルの息子である、ハインリッヒ・フォン・オペルがケーニヒスシュトゥールで開催されたヒルクライムで勝利したのが、オペルのモータースポーツの最も古い歴史である。オペル初のワークスドライバーとなったのは、元自転車競技選手のカール・ヨルンスで1893年から1926年の間に、様々なレースで合計288回のレースに勝利したとされる。
戦後はラリーを中心に活動。1966～1982年の間に、ERC（ヨーロッパラリー選手権）で4度総合チャンピオンを獲得した。WRC（世界ラリー選手権）においては、グループ4仕様のアスコナ400が1982年にヴァルター・ロールの手でドライバーズチャンピオンを獲得している。グループBの時代にはマンタを投入したが、こちらは目立った戦果は残せなかった。
1990年代以降はサーキットにも参戦。1993年から施行された新ツーリングカー規定のクラス1/クラス2の両方に参入。クラス1で開催されたDTM（旧ドイツツーリングカー選手権）/ITC（国際ツーリングカー選手権）では、ウィリアムズF1と共同開発した4WDのシャシーに、コスワースのエンジン、チーム・ヨーストのチーム運用という万端の体制により、1996年にメルセデスを破ってチャンピオンとなった。しかしコスト高騰に耐えられず、同年限りで撤退した。クラス2ではベクトラが各国に参戦（英国のみボクスホールブランド）し、全日本ツーリングカー選手権でもHKSが用いていた。
ラリー活動も継続しており、1993年からは二輪駆動のF2規定で行われた、WRCの下位クラスであるFIA 2.0LカップにGMヨーロッパとして参戦し、初年度にタイトルを獲得。後に施行されたF2キットカーやスーパー1600でもラリーカーを製造し続けた。
2000年に新規定で生まれ変わったDTMにも2000～2005年まで参戦したが、メルセデスとアウディに対して全く競争力を示せないまま撤退している。一方でこれを持ち込んだ2003年のニュルブルクリンク24時間レースでは、現在まで唯一となる総合優勝を果たした。
現在はコルサのRally4（旧R2）規定車両、および電気自動車仕様のラリーカー、アストラのTCR規定ツーリングカーの供給を行っている。
ダカール・ラリーには「オペル・ダカール・チーム」のプロトタイプ車両が00年代半ばから参戦を続けているが、これはハンガリーのプライベーターで、オペルのワークスチームとは異なる。
ニュルブルクリンク24時間レースに参戦する1981年式のマンタ400は、ルーフに装着された「しっぽ（Fox Tail）」も相まって、アイドルとしてファンや関係者から愛されており、現在も特認車両として参戦が続けられている。

## 関連する人物
- フリッツ・フォン・オペル - 自動車・航空技術者。創業者アダム・オペルの孫。
- リッキー・フォン・オペル - レーシングドライバー。アダム・オペルの曾孫。
- 児玉英雄 - かつて所属していた日本人デザイナー。
- マルチナ・ヒンギス - プロテニスプレイヤー。オペルがスポンサーをしていた。